# Ischyropsalis asturica
Ischyropsalis asturica is een hooiwagen uit de familie Ischyropsalididae.